# Medina (rivier)

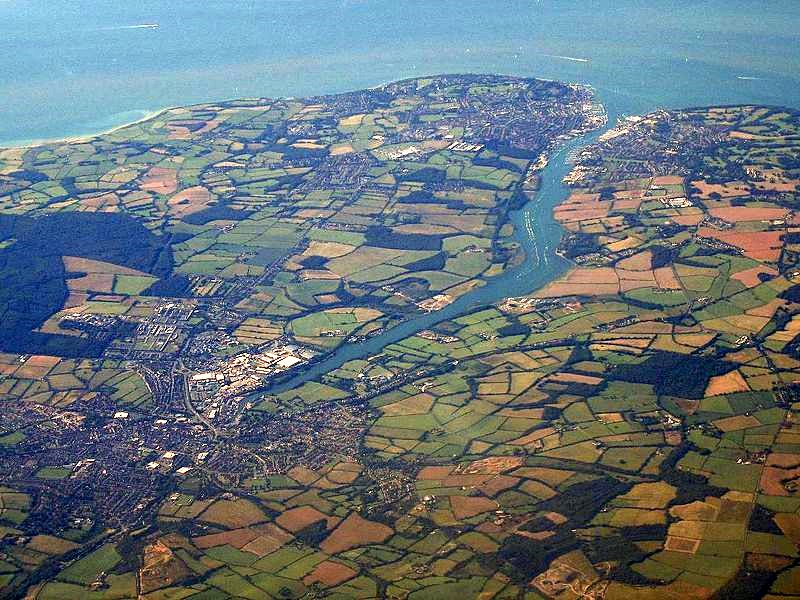
De monding van de Medina met Newport en Cowes

De Medina is een kleine getijrivier op het Engelse eiland Wight. De rivier ontspringt in de heuvels in het zuiden van het eiland en stroomt door de hoofdplaats Newport en mondt uit in de Solent bij het plaatsje Cowes.
In Newport ligt een brug over de rivier en het Oostelijke deel van Cowes is verbonden met het centrum via een kabelpont.
De naam Medina is afgeleid van de Angelsaksische Meðune = "de middelste", maar de Arabische stad kan van invloed zijn geweest op de moderne spelling ervan.
De rivier wordt door jachtschippers gebruikt als zeer veilige haven. Langs de oevers van de rivier bevinden zich vele oude opslagloodsen en scheepswerven waar in het verleden hovercrafts, vliegboten en stoomschepen werden gebouwd.